# Цунаева, Елена Моисеевна
Еле́на Моисее́вна Цуна́ева (род. 13 января 1969, РСФСР, СССР) — российский историк, общественный и политический деятель. Депутат Государственной думы Федерального собрания Российской Федерации VIII созыва. Первый заместитель председателя комитета Государственной думы по труду, социальной политике и делам ветеранов.
Сопредседатель Центрального штаба ОНФ. Ответственный секретарь ООД «Поисковое движение России». Сопредседатель Центрального штаба Общероссийского общественного гражданско-патриотического движения «Бессмертный полк России».
Из-за поддержки российско-украинской войны — под санкциями 27 стран ЕС, Великобритании, США, Канады, Швейцарии, Австралии, Японии, Украины, Новой Зеландии.

## Биография
Родилась 13 января 1969 г. в Волгограде.
С 1983 г. по настоящее время входит в поисковый отряд «Верность» школы № 99 г. Волгограда, участник экспедиций по розыску и перезахоронению останков советских воинов.
С 1986 по 1987 г. — секретарь-машинист Краснооктябрьского РОНО.
С 1987 по 1988 г. — руководитель поискового кружка дома пионеров.
С 1988 по 1992 г. — обучение на дневном отделении исторического факультета в Волгоградском государственном университете. Специальность по образованию: историк, преподаватель истории и обществоведения.
С 1992 по 1993 г. — учитель истории в волгоградской школе № 87.
С 1992 по 1996 г. — заместитель председателя Волгоградской региональной молодёжной общественной организации «Поиск».
В 1993 г. — методист историко-краеведческого отдела Волгоградского детско-юношеского центра.
С 1993 по 2000 г. — методист по воспитательной работе муниципального образовательного учреждения средней общеобразовательной школы № 99, учитель истории и обществознания.
С 1996 по 2003 г. — председатель правления Волгоградской региональной молодёжной общественной организации «Поиск».
С 1996 г. по настоящее время — организатор международной военно-археологической поисковой экспедиции в Аджимушкайских каменоломнях (город Керчь).
С 2000 по 2009 г. — научный сотрудник НИИ проблем экономической истории России XX в. Волгоградского государственного университета.
С 2009 по 2014 г. — заместитель директора Центра патриотической и поисковой работы.
С 2003 по 2010 г. — заместитель председателя Волгоградской региональной молодёжной общественной организации «Поиск».
В 2010 году защитила диссертацию кандидата исторических наук. Тема: «Делопроизводственная документация учреждений военного плена НКВД-МВД СССР и органов управления ими как исторический источник».
С апреля 2013 по март 2014 г. — член координационного совета Общероссийского общественного движения по увековечению памяти погибших при защите Отечества «Поисковое движение России».
С апреля 2014 г. по настоящее время — ответственный секретарь ООД «Поисковое движение России».
С 2016 г. — член координационного совета Общероссийской общественно-государственной детско-юношеской организации «Российское движение школьников».
С июня 2017 г. по настоящее время — член Общественной палаты Российской Федерации, председатель комиссии по делам молодежи, развитию добровольчества и патриотическому воспитанию.
С июня 2018 г. по настоящее время — член центрального штаба, сопредседатель центрального штаба Общероссийского общественного гражданско-патриотического движения «Бессмертный полк России».
С 2021 г. — депутат Государственной думы РФ VIII созыва. Участвовала в выборах в Госдуму 19 сентября 2021 г. по списку партии «Единая Россия» . По итогам распределения мест в Госдуму не прошла, однако 4 октября 2021 г. получила вакантный депутатский мандат.

## Деятельность
Автор и соавтор методических пособий по военной археологии и поисковому делу, истории Отечества и Волгоградской области, автор монографии, очерков, статей по военной истории России.
При подготовке диссертации издана монография «Учреждения военного плена НКВД-МВД СССР 1939—1956 гг.» (2010 г.).
В 2013 г. вышел в соавторстве справочник «Лагеря для военнопленных НКВД-МВД СССР 1939—1956 г.».
Автор статей, базы данных, составитель сборников документов по теме «Иностранные концессии в СССР».
Ответственный секретарь редакционной коллегии, автор статей энциклопедии «Сталинградская битва. 1942—1943 г.» (всех изданий). В 2009 г. энциклопедия признана абсолютным победителем конкурса «Лучшие книги года».
Составитель и один из авторов серийных научных публикаций документов по истории военного плена СССР (5 томов в 6 книгах «Военнопленные в СССР: документы и материалы»), серия "Царицын. Сталинград. Волгоград. Документы и материалы: «Волгоградская область в постановления Государственного Комитета Обороны» (в 2 томах), «Сталинградская группа войск», «Коллективизация на территории Волгоградской области. 1928—1932 гг.» и др.
На президентских выборах 2018 года являлась доверенным лицом В. В. Путина.

## Международные санкции
Из-за поддержки российской агрессии и нарушения территориальной целостности Украины во время российско-украинской войны находится под персональными международными санкциями разных стран.
23 февраля 2022 года включена в санкционный список Евросоюза, так как «поддерживала и проводила действия и политику, которые подрывают территориальную целостность, суверенитет и независимость Украины, которые ещё больше дестабилизируют Украину».
24 февраля 2022 года, включена в санкционный список Канады «близких соратников режима» за голосование о признании независимости «так называемых республик в Донецке и Луганске».
24 марта 2022 года, на фоне вторжения России на Украину, включена в санкционный список США за «соучастие в войне Путина» и «поддержку усилий Кремля по вторжению в Украину», Госдеп США заявил что депутаты Госдумы используют свои полномочия для преследования инакомыслящих и политических оппонентов, нарушают свободу информации, ограничивают права человека и основные свободы граждан России.
По аналогичным основаниям, с 11 марта 2022 года находится под санкциями Великобритании. С 25 февраля 2022 года находится под санкциями Швейцарии. С 26 февраля 2022 года находится под санкциями Австралии. С 12 апреля 2022 года находится под санкциями Японии. Указом президента Украины Владимира Зеленского от 7 сентября 2022 находится под санкциями Украины. С 3 мая 2022 года находится под санкциями Новой Зеландии.

## Награды
- Почётная грамота Президента Российской Федерации (2015)
- Благодарность президента Российской Федерации (2015)[21]
- Орден Дружбы (2013)[22]
- Медаль ордена «За заслуги перед Отечеством» II степени (2001)[23]
- Медаль «За заслуги в увековечении памяти погибших защитников Отечества» (приказ министра обороны РФ от 22 июня 2011 г. № 736)
- Знак отличия «За отличия в поисковом движении» I степени (приказ министра обороны РФ от 13 октября 2014 г.)
- «Почетный работник сферы молодёжной политики» (приказ министра спорта, туризма и молодёжной политики РФ № 338нг от 16 декабря 2009 г.)
- «Отличник народного просвещения» (решение Министерства образования и ЦК профсоюза № 225 от 15 июля 1996 г.)